# Resolució 2449 del Consell de Seguretat de les Nacions Unides
La Resolució 2449 del Consell de Seguretat de les Nacions Unides, fou adoptada el 13 de desembre de 2018, Després d'observar la situació humanitària a la República Àrab Síria, el consell va acordar prorrogar l'autorització aprovada a la Resolució 2165 perquè les organitzacions humanitàries de les Nacions Unides i els socis puguin usar els passos fronterers sota supervisió de les autoritats sirianes per tal de subministrar material mèdic i quirúrgic a totes les zones del país que ho requereixin.
La resolució fou aprovada amb 13 vots a favor i cap en contra, però amb l'abstenció de la República Popular de la Xina, qui defensa que es respecti la sobirania siriana, i de la Federació Russa, que considera que el mecanisme fronterer ja no és necessari.